# Danwon-gu
Danwon-gu là quận của thành phố Ansan ở Gyeonggi-do, Hàn Quốc.

## Phân cấp hành chính
Danwon-gu được chia thành nhiều dong sau:
| Tên            | Hangul   | Hanja  | Dân số | Hộ dân | Diện tích(㎢) |
| -------------- | -------- | ------ | ------ | ------ | ------------- |
| Wa-dong        | 와동     | 瓦洞   | 47,032 | 19,558 | 3.23          |
| Gojan 1-dong   | 고잔 1동 | 古棧洞 | 23,955 | 9,167  | 1.75          |
| Gojan 2-dong   | 고잔 2동 | 古棧洞 | 25,332 | 9,635  | 1.87          |
| Hosu-dong      | 호수동   | 湖水洞 | 44,986 | 14,808 | 2.48          |
| Wongokbon-dong | 원곡보동 | 元谷洞 | 51,582 | 15,264 | 8.12          |
| Wongok 1-dong  | 원곡 1동 | 元谷洞 | 14,359 | 4,287  | 0.95          |
| Wongok 2-dong  | 둰곡 2동 | 元谷洞 | 16,944 | 5,301  | 0.96          |
| Choji-dong     | 초지동   | 草芝洞 | 54,968 | 17,672 | 21.16         |
| Seonbu 1-dong  | 선부 1동 | 仙府洞 | 19,205 | 7,466  | 0.86          |
| Seonbu 2-dong  | 선부 2동 | 仙府洞 | 28,318 | 11,374 | 2.07          |
| Seonbu 3-dong  | 선부 3동 | 仙府洞 | 37,179 | 13,720 | 5.81          |
| Daebu-dong     | 대부동   | 大阜洞 | 7'574  | 3,766  | 42.37         |

## Liên kết
- web Ansan tiếng Anh[liên kết hỏng]